# Leașkivți, Sosnîțea
Leașkivți (în ucraineană Ляшківці) este un sat în comuna Kudrivka din raionul Sosnîțea, regiunea Cernihiv, Ucraina.

## Demografie
Componența lingvistică a localității Leașkivți
     Ucraineană (94,34%)
     Rusă (5,66%)
Conform recensământului din 2001, majoritatea populației localității Leașkivți era vorbitoare de ucraineană (94,34%), existând în minoritate și vorbitori de rusă (5,66%).